# José María Quirós
José María Quirós, capitán de milicias y secretario del Real Tribunal del Consulado de Veracruz entre 1805 y 1824, nació en Cádiz, España ca. 1750.

## Padres
Se ignora el nombre de sus padres. 

## Matrimonios
Se casó en Veracruz con Josefa Ignacia Gómez de Figueroa y Soto Carrillo pero no tuvo descendencia. En segundas nupcias, también en Veracruz, con María Merced Lino Morales en 1806.

## Descendencia
Ya viudo, adoptó a un hijo huérfano al que le dio su apellido, Manuel María Quirós (1798-1870), quien fuera su asistente, y después sería su sucesor y firmaría la última de las "Memorias de Estatuto" del consulado.

## Fallecimiento
José María murió en el Puerto de Veracruz el 16 de mayo de 1824, apenas poco después de proclamada la Independencia de México, en tiempos en que el fuerte de San Juan de Ulúa aún resistía y defendía el último dominio de España en territorio mexicano.